# Свесрпски сабор
| Свесрпски сабор              | |
| Свесрпски сабор 2024. године | |
| Врста сабора:                | Политичко-теократски и академско-научни наддржавни орган |
| Организатори и учесници:     | Република Србија, Република Српска, Српска православна црква |
| Остали учесници:             | Српска академија наука и уметности, Академија наука и умјетности Републике Српске, Матица српска, политички представници српског народа у Федерацији Босне и Херцеговине, Црној Гори и Северној Македонији |
| Вође:                        | Александар Вучић, Милорад Додик, Патријарх српски Порфирије |
| Извршни орган:               | Национални савет српског народа |
| Датум оснивања:              | 8. јун 2024. |
| Седиште:                     | Палата Србије, Нови Београд, Република Србија |

Свесрпски сабор је наддржавни орган који чине представници српског народа изабрани у законодавне и извршне органе власти, чланови академија наука и уметности, чланови Светог архијерејског сабора Српске православне цркве и други представници српског народа позвани од стране организатора.
Главни задатак Свесрпског сабора је институционално повезивање најпре политичких представника српског народа у Србији, Републици Српској, Федерацији Босне и Херцеговине, Црној Гори, Северној Македонији и Хрватској, али и других његових представника у свету, ради заједничког креирања националне политике.
Први свесрпски сабор одржан је 8. јуна 2024. у Београду. Према Декларацији која је тада усвојена, предвиђено је да се сабор састаје једном у две године, а предвиђено је и оснивање Националног савета српског народа.

## Први свесрпски сабор

### Најаве и одлагање сабора
Након састанка председника Републике Србије Александра Вучића, председника Републике Српске Милорада Додика и патријарха српског Порфирија који је одржан 18. марта 2024. године, саопштено је да ће у дане Васкрса, 5. и 6. маја, бити одржан Васкршњи сабор Србије и Републике Српске на којем ће бити донете важне одлуке. Међутим, у априлу је саопштено да је одржавање сабора померено, док се не одржи гласање о Предлогу Резолуције Генералне скупштине Уједињених нација 78/282, а које је и само померано у неколико наврата.

### Декларација о заштити националних и политичких праваи заједничкој будућности српског народа
На заједничкој седници Владе Републике Србије и Владе Републике Српске, једногласно је усвојен Нацрт Декларације о заштити националних и политичких права и заједничкој будућности српског народа. Седници су присуствовали председник Републике Србије и председник Републике Српске, председници и народни посланици Народне скупштине Републике Србије и Народне скупштине Републике Српске, политички представници српског народа у Федерацији Босне и Херцеговине, Црној Гори и Северној Македонији, уз благослов, молитвено и саборно учешће патријарха српског Порфирија и архијереја Српске православне цркве. Седница је одржана у Палати Србије на Новом Београду.
Нацрт декларације је предвидео да се сабор састаје једном у две године, док ће његов извршни орган бити Национални савет српског народа.
На крају текста декларације, наведено је да ће она по усвајању на Свесрпском сабору бити понуђена на усвајање Народној скупштини Републике Србије и Народној скупштини Републике Српске, како би се обезбедила њена пуна примена у Републици Србији и Републици Српској.